# 丹竹镇
丹竹镇，是中华人民共和国广西壮族自治区贵港市平南县下辖的一个乡镇级行政单位。

## 行政区划
丹竹镇下辖以下地区：
丹竹社区、东山村、三河村、丰塘村、丹竹村、长岐塘村、梅令村、廊廖村、团结村、赤马村、罗岑村和白马村。